# ورزشگاه آرانتا
ورزشگاه آرانتا که در حال حاضر با نام ورزشگاه هوشمند آرانتا نیز شناخته می‌شود، یک سالن ورزشی سرپوشیده چند منظوره است که در منطقه کوبائو در کزون سیتی، فیلیپین است. این ورزشگاه با نام مستعار " گنبد بزرگ " یکی از بزرگترین ورزشگاه‌های سرپوشیده در آسیا است.
ورزشگاه آرانتا بیشتر برای ورزش‌هایی مانند بسکتبال استفاده می‌شود. این مجموعه محل اصلی انجمن بسکتبال فیلیپین است. این مجموعه همچنین برای بوکس، کنسرت‌های محلی و بین‌المللی، سیرک‌ها، مجالس مذهبی، مسابقات زیبایی و غیره استفاده می‌شود.

## تاریخچه

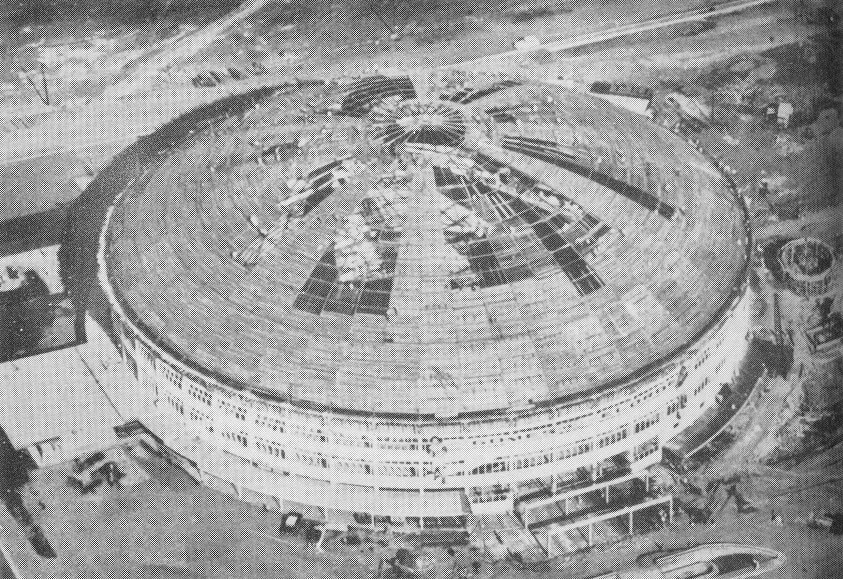
ورزشگاه آرانتا در حال ساخت

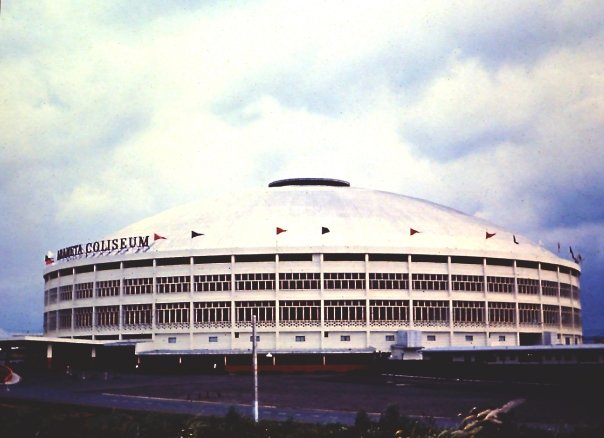
ورزشگاه آرانتا در طول دهه ۱۹۶۰

ورزشگاه آرانتا از سال ۱۹۵۷ تا اواخر سال ۱۹۵۹ ساخته شد و توسط معمار دومیندور لاگتو و مهندس لئوناردو اونجیگانو طراحی و ساخته شد. از سال ۱۹۶۰ تا ۱۹۶۳، به عنوان بزرگترین سالن سرپوشیده در جهان شناخته شد. مساحت کل زمین تقریباً ۴۰٬۰۰۰ متر مربع (۴۳۰٬۰۰۰ فوت مربع) و دارای مساحت ۲۳٬۰۰۰ متر مربع (۲۵۰٬۰۰۰ فوت مربع) .

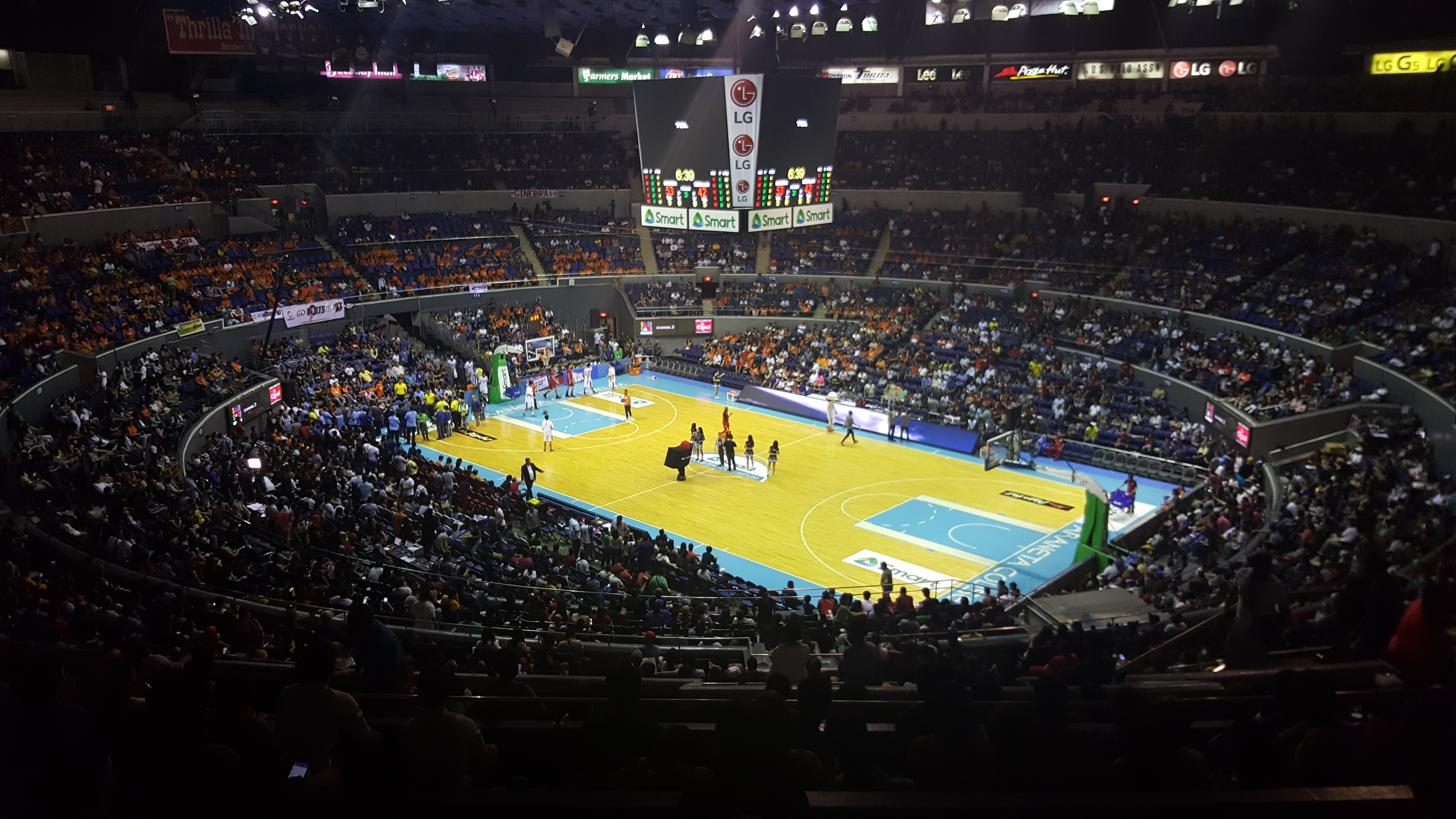
Smart Araneta Coliseum در طول بازی ۱ سری مسابقات قهرمانی Barangay Ginebra – Meralco برای جام فرمانداران PBA 2016.

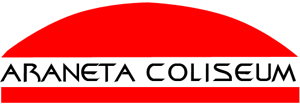
آرم ورزشگاه آرانتا از سال ۱۹۹۹ تا ۲۰۱۱

در سال ۱۹۹۹، ورزشگاه با هزینه ۲۰۰ میلیون پوند اولین بازسازی اساسی خود را انجام داد. تغییرات عمده شامل نوسازی قسمت پایین سالن، جایگزینی صندلی‌ها برای بخش‌های VIP و قسمت پایینی و نصب تابلوی امتیازی چهار طرفه در مرکز است.

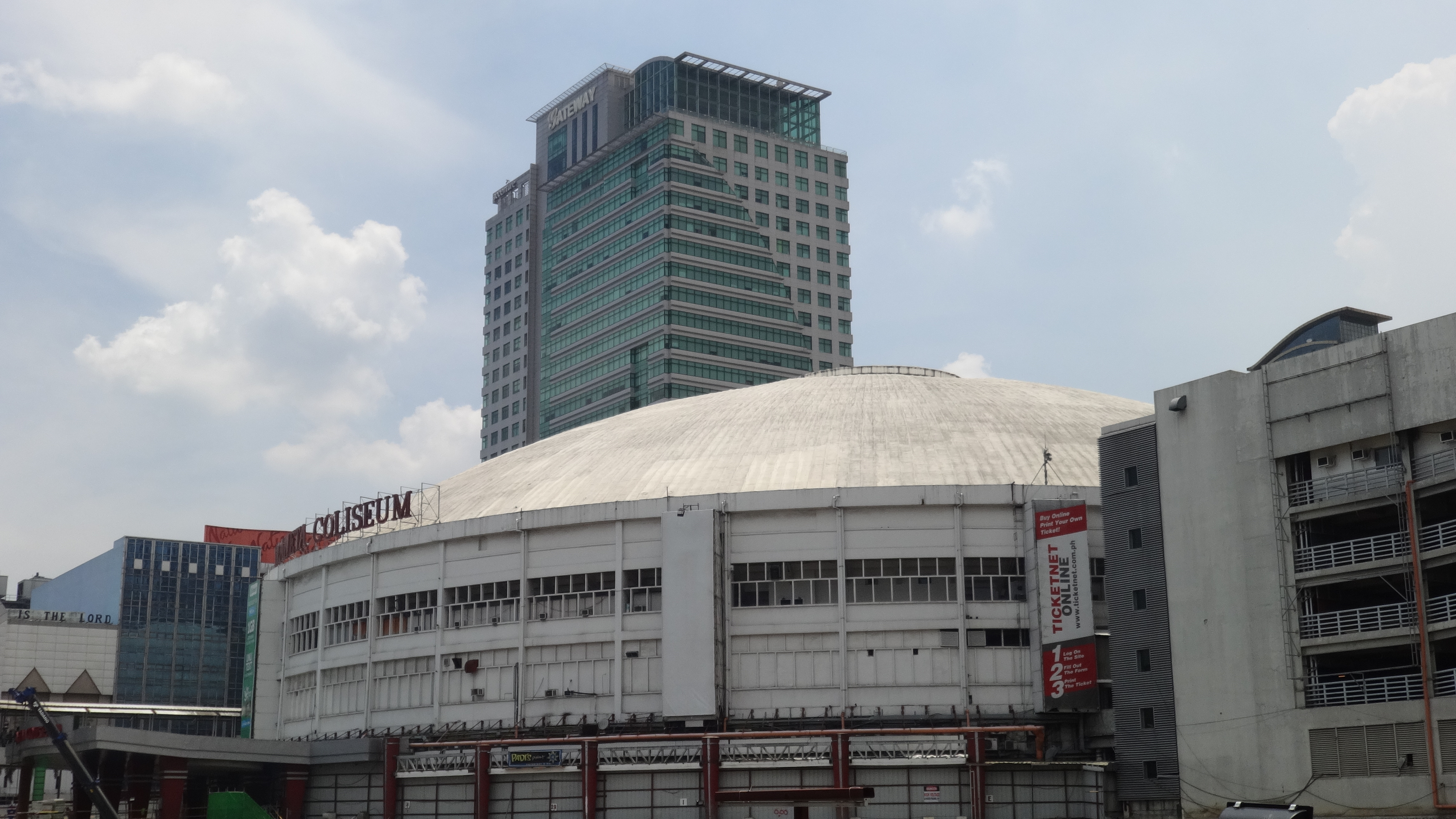
ورزشگاه آرانتا در سال ۲۰۱۸

## رویدادها

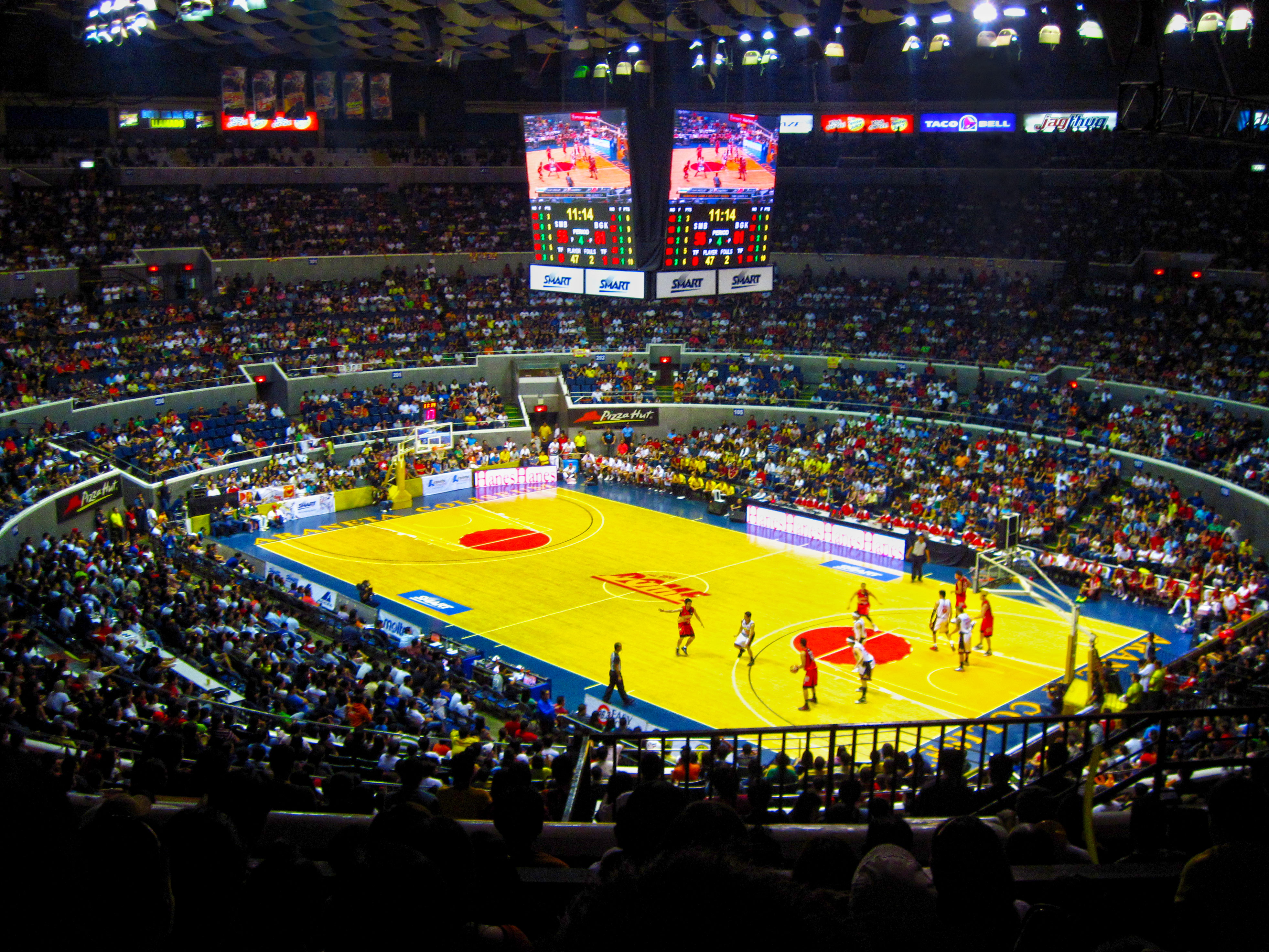
ورزشگاه آرانتا در سال ۲۰۱۱.

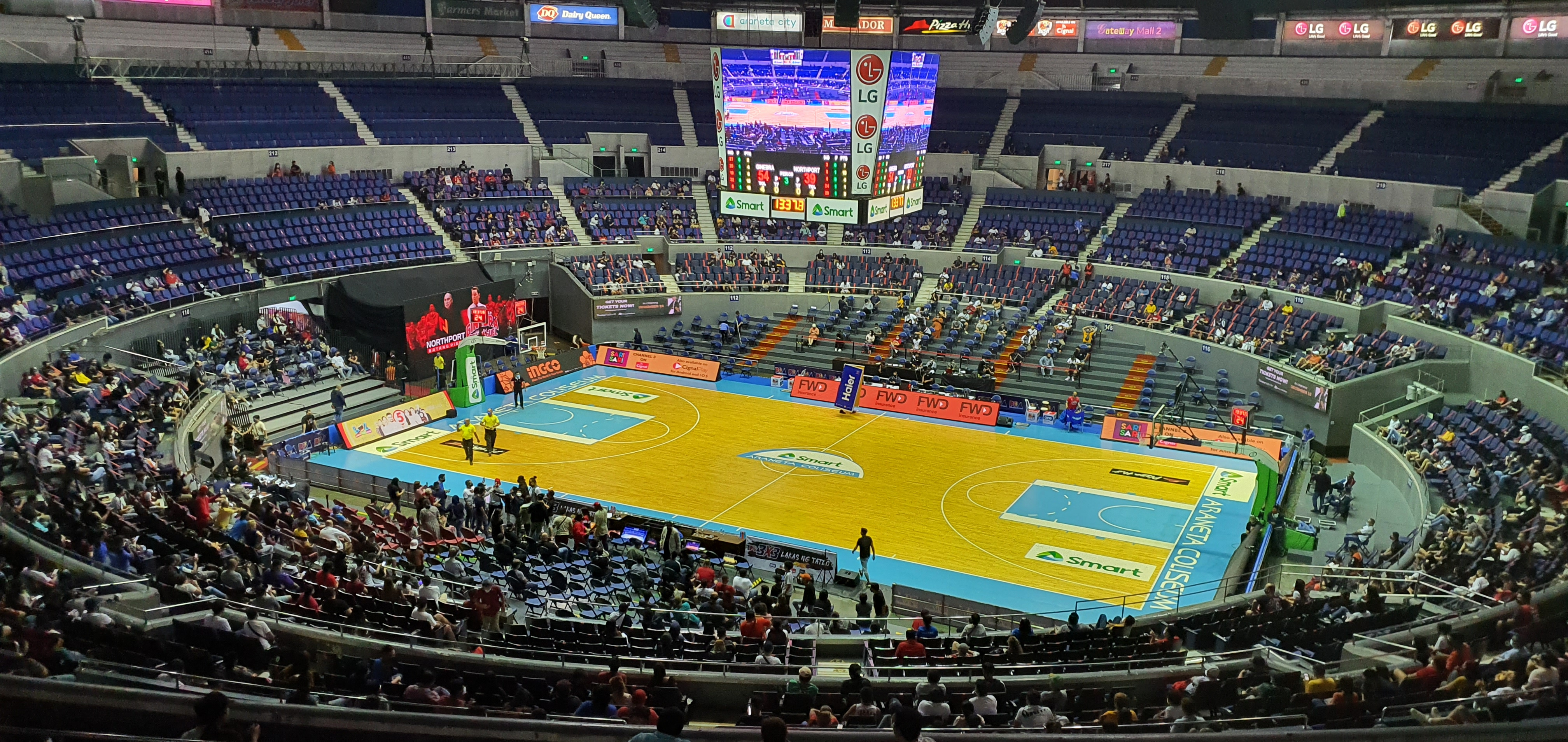
عکسی از داخل ورزشگاه آرانتا در جریان یک بازی بسکتبال.

### ورزشی
این ورزشگاه عمدتاً عرصه خانگی لیگ‌های بسکتبال انجمن بسکتبال فیلیپین و اتحادیه ورزشی دانشگاه فیلیپین (UAAP) است.
این مجموعه همچنین میزبان مسابقات بوکس قهرمانی سنگین‌وزن جهان در سال ۱۹۷۵، مسابقات قهرمانی جهانی FIBA در سال ۱۹۷۸، مسابقات قهرمانی جهانی استخر فیلیپین در سال ۲۰۰۷ بوده‌است.
در سال ۲۰۲۲ اولین تورنمنت جدید تنیس گرند سلم در آسیا برای مسابقات قهرمانی تنیس آزاد فیلیپین و تیم‌های تنیس در فیلیپین از جمله جام دیویس و جام فدرال در این ورزشگاه صورت گرفت.
این ورزشگاه قرار است یکی از مکان‌های برگزاری جام جهانی بسکتبال فیبا ۲۰۲۳ باشد.

### سرگرمی و دیگران
ورزشگاه میزبان کنسرت‌ها، نمایش‌ها، فارغ‌التحصیلی‌ها، سمینارها، سیرک‌ها و مسابقات زیبایی است.
این مجموعه همچنین خانه سالانه کریسمس از سال ۲۰۰۸ تا ۲۰۱۳ بود.

### برگزاری سالگرد
در ۱۲ اکتبر ۲۰۱۴، جشن اصلی هفتاد و پنجمین سالگرد تأسیس شهر کوئزون در این مجموعه برگزار شد.

#### مرکز واکسیناسیون کووید-۱۹

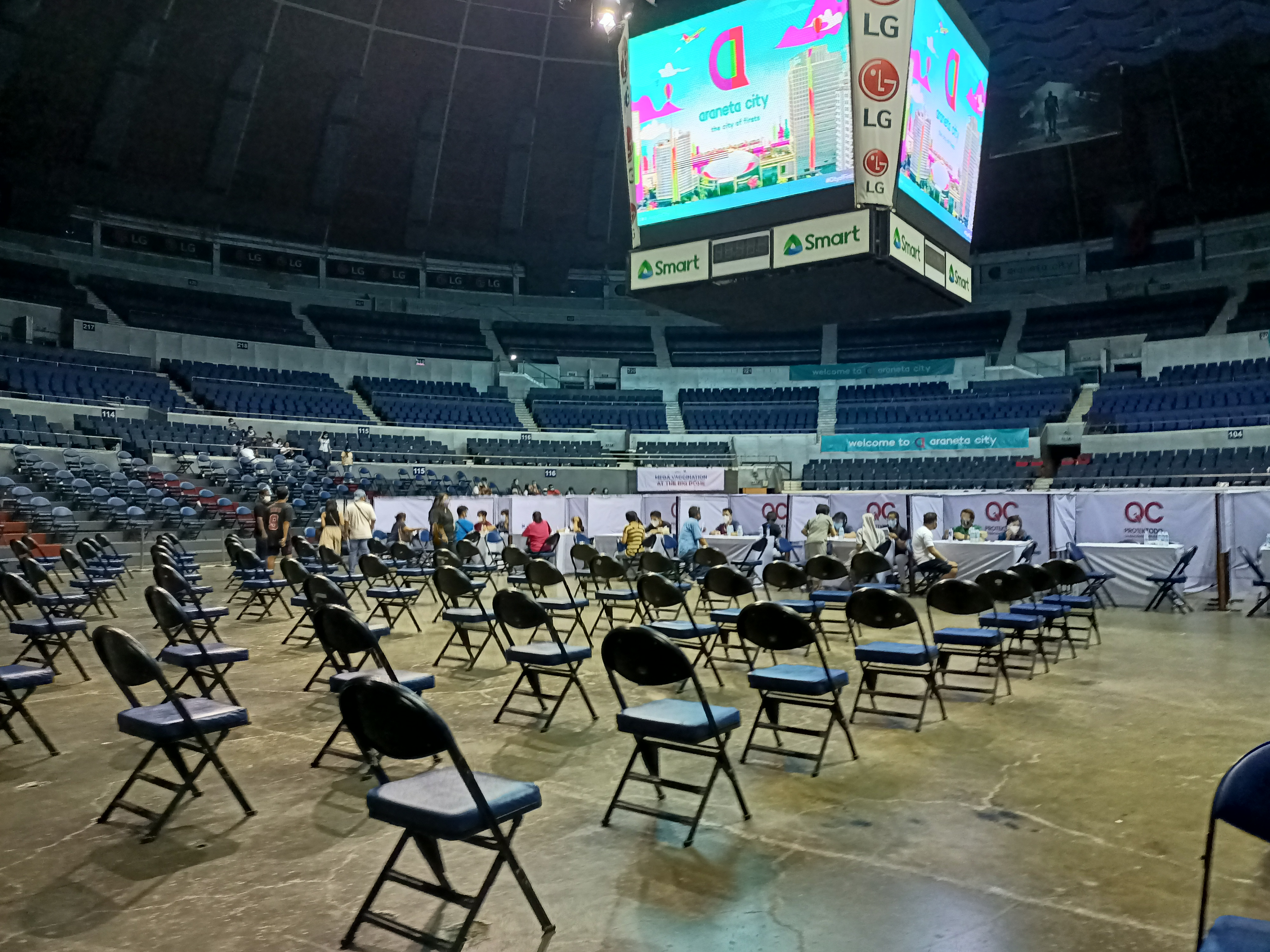
صف برای واکسیناسیون
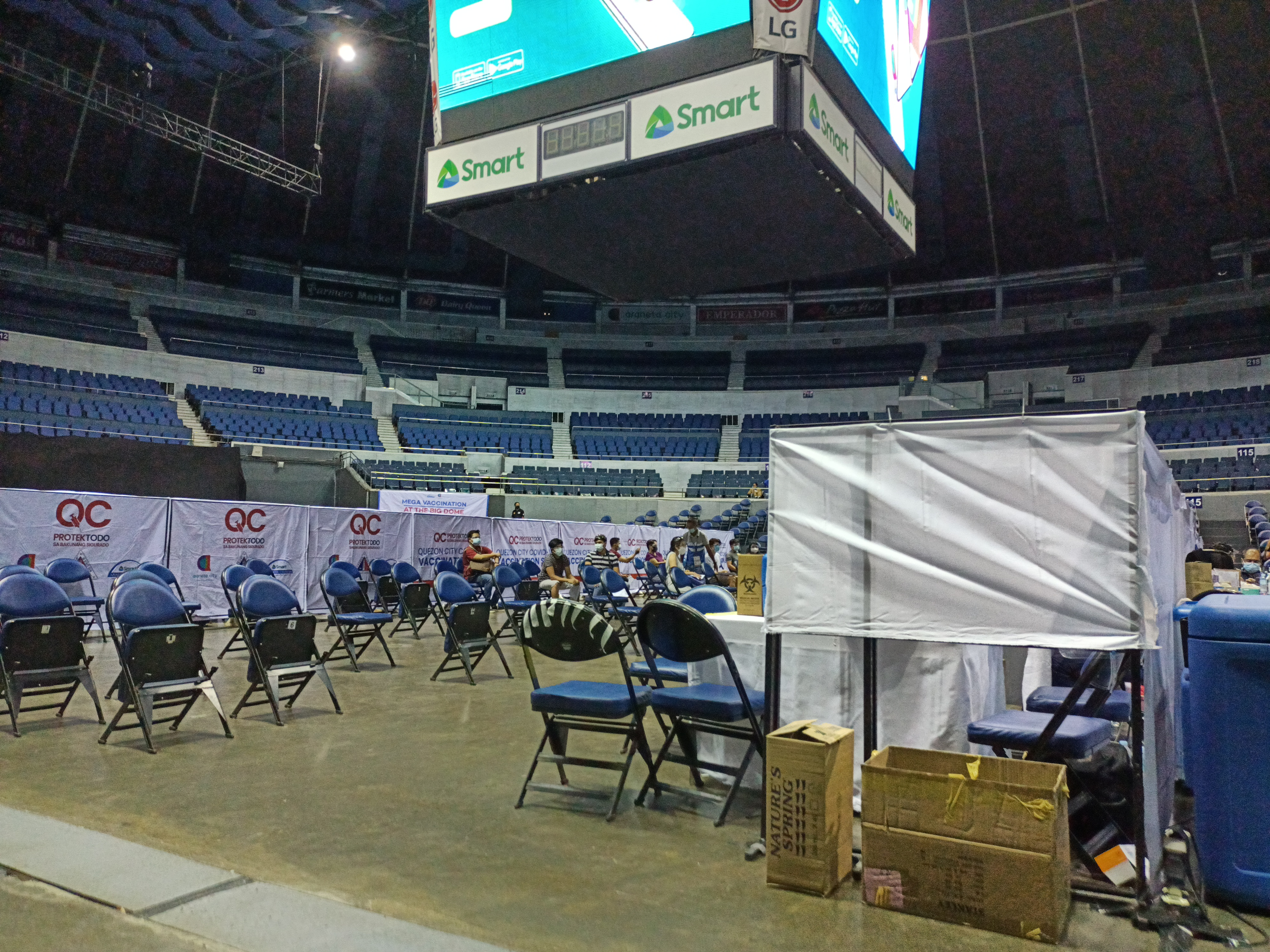
محل تزریق واکسن

ورزشگاه به عنوان یک مرکز واکسیناسیون بزرگ برای راه‌اندازی واکسیناسیون شهر Quezon در برابر همه‌گیری COVID-19 مورد استفاده قرار گرفت که هم‌اکنون می‌تواند روزانه ۱۰۰۰ تا ۱۵۰۰ نفر را واکسینه کند. مرکز واکسیناسیون فعالیت خود را در ۱۵ می ۲۰۲۱ آغاز کرد و همچنین یکی از بزرگترین مرکزهای واکسیناسیون در فیلیپین است.

## حادثه آتش‌سوزی
در ۲۰ آوریل ۲۰۲۲، یک آتش‌سوزی در این ورزشگاه رخ داد. این اتفاق منجر به به تعویق افتادن بازی بین بازی‌ها در این ورزشگاه شد.